# Катаева, Анжела Артуровна
Анжела Артуровна Катаева (10 июля 1994, с. Ахсарисар, Ирафский район, Северная Осетия, Россия) — российская женщина-борец вольного стиля, призёр чемпионатов России, мастер спорта России международного класса.

## Карьера
Сначала начала заниматься танцами. В родном селе Ахсарисар был спортивный зал, где работал её двоюродный брат работал тренером, там она и начала свою спортивную карьеру. Первый тренер Анжелы отправил её тренироваться в Чиколу, где Арсен Фадзаев открыл зал для ребят, там работал её родной брат. В апреле 2014 года в Санкт-Петербурге выиграла на чемпионате России по борьбе среди юниорок. В июне 2014 года в польском Катовице стала чемпионкой Европы среди юниоров. В августе 2014 года в Загребе стала серебряным призёром чемпионата мира среди юниорок, уступив в финале азербайджанке Сабире Алиевой. В марте 2015 года на молодежном (до 23 лет) чемпионате Европы, которое прошло в Валбжихе (Польша) стала третьей. В июне 2017 года на чемпионате России в Каспийске, уступив в финале Елене Перепёлкиной, завоевала серебряную медаль. В ноябре 2017 года в составе сборной России выиграла Кубок европейских наций в Москве. В сентябре 2020 года в Казани, проиграв в финале чемпионата России Екатерине Букиной, заняла второе место.

## Спортивные результаты
- Чемпионат Европы по борьбе среди юниоров 2014 —
- Чемпионат мира по борьбе среди юниоров 2014 —
- Чемпионат Европы по борьбе среди молодёжи (U23) 2015 — ;
- Кубок европейских наций по борьбе 2017 — ;
- Чемпионат России по женской борьбе 2017 — ;
- Чемпионат России по женской борьбе 2020 — ;

### Дисквалификация
В 2023 году Международное агентство по тестированию (ITA) дисквалифицировало Катаеву на два года за нарушения антидопинговых правил. Расследование нарушения антидопинговых правил велось в рамках дела о базе данных Московской антидопинговой лаборатории (LIMS).